# Trubbdaggkåpa (växt)
Trubbdaggkåpa (Alchemilla plicata) är en rosväxtart som beskrevs av Robert Buser. Enligt Catalogue of Life ingår Trubbdaggkåpa i släktet daggkåpor och familjen rosväxter men enligt Dyntaxa är tillhörigheten istället släktet daggkåpor och familjen rosväxter. Enligt den finländska rödlistan är arten nära hotad i Finland. Artens livsmiljö är torra gräsmarker.

## Underarter
Arten delas in i följande underarter:
- A. p. plicata
- A. p. adpressepilosa
- A. p. aestivalis
- A. p. autumnalis